# Каркушаані
Каркушаані (груз. ქარქუშაანი) — село в Грузії.
За даними перепису населення 2014 року в селі проживає 55 осіб.